# ウィルタ語
ウィルタ語（ウィルタご、ウイルタ語とも、ウィルタ語キリル文字表記: уилта кэсэни）は、ツングース諸語南ツングース語派ナナイ語群に属するウィルタ民族の言語である。オロッコ語（ロシア語: Орокский язык）とも呼ばれている。同じナナイ語群には姉妹言語であるナナイ語やウリチ語も含まれている。
主にロシアのサハリン州に分布し、対岸のアムール川下流に分布するウリチ語と類似する。現在、ウィルタの人口は数百人まで減少し、言語は消滅の危機にある（消滅危機言語）。2010年全ロシア国勢調査によると、ロシアにおけるウィルタの人口は295人で、ウィルタ語の話者数はわずか47人(母語であるかは問わず)、即ちウィルタ語の話者数は民族総人口の20％未満である。かつては日本の北海道網走市などにもウィルタ語の話者はいたが、現在の話者数は不明な点が多い。ユネスコの危機的な状況にある言語の地図 (Atlas of the World's Languages in Danger)第3版によると、ウィルタ語の保存状態は危機に瀕する言語のうち、消滅の危険度が最も高い「極めて深刻」と評価されている。近隣の言語であるサハリン州におけるエヴェンキ語 (東部エヴェンキ方言)、ロシア語、日本語、ニブフ語、アイヌ語との言語接触がある。

## 文字
ロシアにおけるウィルタ語の書籍はキリル文字で表記される。研究並びに記録においては便宜上ラテン文字も使われる。

2003年に出版された『ウイルタ語-ロシア語/ロシア語-ウイルタ語辞書』では、キリル文字の表記方法が使われた。(写真、原書から抜粋)
| А а    | Б б | В в | Ӷ ӷ | Г г(Ү) | Д д |     |
| Ӡ̆ ӡ̆    | Е е | Ј ј | И и | Қ қ    | К к | Ҳ ҳ |
| Х х(һ) | Л л | М м | Н н | Н̕ н̕    | Ң ң |     |
| О о    | П п | Р р | С с | С̕ с̕    | Т т |     |
| У у    | Ч ч | Э э | Ю ю | Я я    |     |     |

『Уилтадаирису』における表記方法
| А а | А̄ а̄ | Б б | В в | Г г | Д д | Е е | Е̄ е̄ |
| Ӡ ӡ | И и | Ӣ ӣ | Ј ј | К к | Л л | М м | Н н |
| Ԩ ԩ | Ӈ ӈ | О о | О̄ о̄ | Ө ө | Ө̄ ө̄ | П п | Р р |
| С с | Т т | У у | Ӯ ӯ | Х х | Ч ч | Э э | Э̄ э̄ |

ロシア語と同じくキリル文字を使用している。ウィルタ語の発音を再現するために、ロシア語には使われていない文字も追加されている。例えば、「Ԩ」（左側にフックが付いたН、Unicode: U+0528)、「Ӈ」（右側にフックが付いたН, Unicode: U+04C7)、並びに長音記号が付いた母音「ӣ」、「ӯ」などが挙げられる。

上述の母音を除くマクロン付きの母音は、「А̄/а̄」、「Е̄/е̄」、「О̄/о̄」、「Ө̄/ө̄」計4文字が含まれており、日本語の長音と類似する。2021年1月現在、これらの文字はUnicodeには単独文字として掲載されていない。1度バックスペースキーを打つと対応したマクロン無しの母音（「А/а」、「Е/е」、「О/о」、「Ө/ө」）になり、フォントによってはマクロンが右上に表記される場合もある。

2003年版の書記法における「Ю」と「Я」は2007年の表記方法における「ју」と「ја」にそれぞれ対応している。

例:

хую(н-) (xuju(n-)) → хују (xuju) =「9」

яя (jaja, ウリチ語にも対応した同一スペルの単語あり) → ја̄ја (jāja) =「歌」

## 音韻

### 母音
ウィルタ語には15種の母音があり、7種の短母音 (ɐ、ə、i、ɛ、ə、u、ʌ) と8種の長母音(ɐː、əː、eː、iː、ɛː、ɔː、uː、ʌː)に分けられる。
| 開閉     | 前後   | 前後  | 前後         |
| 開閉     | 前舌   | 中舌  | 後舌         |
| -------- | ------ | ----- | ------------ |
| 狭       | i, iː  |       | u, uː        |
| 半狭     | eː     |       |              |
| 中央     |        | ə, əː |              |
| 半広     | ɛ, ɛː, |       | ʌ, ʌː, ɔ, ɔː |
| 狭めの広 |        | ɐ, ɐː |              |

### 子音
ウィルタ語には18種の子音がある。
| 発音     |        |        |          |          |          |
| 発音     | 両唇音 | 舌頂音 | 硬口蓋音 | 軟口蓋音 | 口蓋垂音 |
| -------- | ------ | ------ | -------- | -------- | -------- |
| 破裂音   | p、b   | t、d   | c、ɟ     | k、g     | (q)、(ɢ) |
| 摩擦音   | β      | s、(z) | ʝ        | x、ɣ     |          |
| 鼻音     | m      | n      | ɲ        | ŋ        |          |
| 接近音   |        | l      | (ʎ)      |          |          |
| ふるえ音 |        | r      |          |          |          |

### 母音調和
ウィルタ語には他のツングース諸語と同様、母音調和が見られる。これは、同一単語内に共存できる母音の種類についての制限である。母音が異なる語幹にそれぞれ対応する語尾(-сал、-сэлなど)が付けられる。

例: 

нари (nari, 人) → нарисал (nari-sal, 人達) 

гуру(н-) (guru, 民族；人) → гурусэл　(guru-səl, 人々；人達)

## 文法
文法は日本語と同じく、膠着語的構造をとり、語順はSOV型　(主語-目的語-動詞)である。
- 人称代名詞としては挙げられるのは、一人称 бӣ  (bī)、 二人称 сӣ  (sī)、三人称複数 но̄ни (nōni)、一人称複数 бӯ (bū)、2人称複数 сӯ (sū)、3人称複数 но̄чи (nōči)などである。一人称複数は、エヴェンキ語ではбу (bu)/мит (mit)、満洲語ではᠪᡝ (be)  /ᠮᡠᠰᡝ (muse)のように、聞き手を含まない形と聞き手を含む形に分かれているが、ウィルタ語ではこれらをまとめてбӯ (bū)と言う。
- 人称代名詞の属格には、一人称 мини (mini)、 二人称 сини (sini)、三人称複数 тари нари (tari nari)、一人称複数 муну (munu)、2人称複数 суну (sunu)、3人称複数 тари нарисал (tari narisal)などである。なお、所有代名詞はポロナイスク地方で話されている南方言独自のもので、ワール村周辺の北方言は前述の人称代名詞の主格を用いている。一人称複数は、満洲語ではᠮᡝᠨᡳ (meni)  /ᠮᡠᠰᡝᡳ (musei)のように、聞き手を含まない形と聞き手を含む形に分かれているが、ウィルタ語ではまとめてмуну (munu)と言う。
- 属格の後に名詞が付く時は、人称語尾を付けることに注意が必要である。例えば、Мини ӈиндаби (Mini ŋinda-bi、私のイヌ、南方言)、Сини ӈинда-си (sini ŋindasi、あなたのイヌ、南方言)、Уилта кэсэни (Uilta kəsə-ni、ウィルタの言葉=ウィルタ語)などである。
- ウィルタ語の形容詞は不変化詞であり、名詞を修飾する際には変化しない。形容詞が名詞を修飾する例としてда̄ји гэву (dāji gəvu、「да̄ји=大きい(形容詞)」+「гэву=自由(名詞)」=大きな自由)、нучӣкэ омо̄ (nučīkə omō、「нучӣкэ=小さい(形容詞)」+「омо̄=湖(名詞)」=小さな湖) などが挙げられる。
- 指示詞には近称と遠称が存在する。例えば: эри (əri、これ) / тари (tari、それ)、тари нари (tari nari、その人)などがある。

### 譲渡可能性
日本語と同様の膠着語であるが「の」にあたる助詞が2種類あり、譲渡可能な場合と不可能な場合に分かれる。

例えば mini sura-ɲu-bi「私のノミ」という場合は譲渡可能で、mini čiktə-bi「私のシラミ」といった場合は譲渡不可能といった具合である。

### 接尾辞
それぞれの人称に対応した接尾辞が存在する。
| 人称          | 接尾辞    | 備考                                                                     |
| ------------- | --------- | ------------------------------------------------------------------------ |
| 一人称        | -би (-bi) | нで終わる単語については、нをмに変えてから、一人称接尾辞-биを後に付ける。 |
| 一人称 (複数) | -пу (-pu) |                                                                          |
| 二人称        | -си (-si) |                                                                          |
| 二人称 (複数) | -су (-su) |                                                                          |
| 三人称        | -ни (-ni) |                                                                          |
| 三人称 (複数) | -чи (-či) |                                                                          |

## 語彙
ツングース諸語に属し、他のツングース語族の言語と対応する語彙が見られる。たとえば、「ӈинда　(ŋinda、犬)」「амма　(amma、父）」では、各言語間に以下のような対応がみられる。
| 各言語       | 犬                | 父           |
| ------------ | ----------------- | ------------ |
| ウィルタ語   | ӈинда（ninda）    | амма（amma） |
| エヴェン語   | ӈин (ŋin)         |              |
| エヴェンキ語 |                   | ама (ama)    |
| 満洲語       | ᡳᠨ᠋ᡩ᠋ᠠᡥᡡᠨ (indahūn) | ᠠᠮᠠ (ama)    |
| オロチ語     | инаки (inaki)     | ама (ama)    |

固有の単語のほか、中国語や満洲語から古く入った語や、ロシア語、日本語、アイヌ語など周辺の言語から借用したとみられる単語が存在する。ことにロシア語からの借用語は多い。masaari（まさかり）、musuri（むしろ）、satu（砂糖）などは日本語からの借用である。

## 方言
南北二方言が存在する。今日のウィルタ語は使用範囲が非常に狭く、北部方言はノグリキ地区ヴァル村で話され、南部方言はポロナイスクに分布する。方言差は小さいが、発音が異なる単語が若干ある。

例:

дө̄ (dȫ、北部方言)；дӯ (dū、南部方言) =「2」

ӡапку (ӡapku、北部方言)；ӡакпу (ӡakpu、南部方言) =「8」

паикта (paikta、北部方言)；орокто (orokto、北部方言) =「草」

## 歴史
ウィルタ語の古い記録としては、19世紀中葉に樺太を踏査した松浦武四郎がその単語をカナで記録したものがある。ウィルタ語はこれを書く固有の文字を持たず、口承での文芸としては、昔話（伝説）、架空の物語、語りもの（これはエヴェンキ語をまじえて使う）、なぞなぞ、歌謡などがあった。
- 幕末ごろ - 南部のウィルタ（オロッコ）の言語について日本の最初の記録。
- 1917年 - 最初の文法書『オロッコ文典』（中目覚）刊行。当時の話者数は300〜400人。
- 1928年 - 樺太に在住するオロッコ人は約400名。
- 1981年 - 戦前の現地資料と日本国内に在住するオロッコ語（ウィルタ語）の話者などから聞き取り調査が行われ、日本国内でウイルタ語辞典が刊行される。
- 1989年 - ウィルタの総人口190人、うちオロク語（ウィルタ語）を母語とする者85人。
- 1993年 - サハリン州北方民族局長より北海道大学名誉教授池上二良へ書記法の制定への協力を依頼。
- 1994年 - ウィルタ語書記法制定プロジェクトをロシア連邦アカデミーにより承認。池上の協力でサハリン州は教材の開発に乗り出す。
- 2003年 - 『ウイルタ語-ロシア語/ロシア語-ウイルタ語辞書』 (ロシア語: Орокско-русский и русско-орокский словарь) 刊行。
- 2010年 - ロシア国勢調査 - ウィルタの総人口295人、うちウィルタ語話者47人。

## 関連書籍
- 『オロッコ文典』中目覚/編 北海道大学図書刊行会 (1917.8)
- 『オロッコ（ウィルタ）の言語』(ロシア語: язык ороков (ульта))  T.I.ペトロヴァ(Т.И.Петрова.)/編  ソビエト連邦科学出版社 (1967)
- 『ツングース-満洲（諸）語比較辞典』(ロシア語: Сравнительный словарь тунгусо-маньчжурских языков)  ツィンツィウス(Цинциус)/編  ソビエト連邦科学出版社 (1975)
- 『ウイルタ語辞典』(ウィルタ語: Uilta Kəsəni Bičixəni)  池上二良/編 北海道大学図書刊行会 (1997) ISBN 4-8329-5821-6、または ISBN  978-4-83295-821-0
- 『ウイルタ語-ロシア語/ロシア語-ウイルタ語辞書』(ウィルタ語: уилта-луча кэсэни、ロシア語: Орокско-русский и русско-орокский словарь) L.V. オゾリナ (Озолина Л.В.)、I.Y.フェダエバ (Федяева И.Я.)等/編 (2003) ユジノサハリンスク サハリン図書出版社 ISBN 5-88453-002-1
- 『ウィルタの言葉』(ウィルタ語: Уилтадаирису、ロシア語: говорим по-уильтински) 池上二良、エレーナ・ビビコワ等/編 (2008) ISBN 978-5-88453-211-3